# Грязнов Сергій Іванович
Сергі́й Іва́нович Грязно́в (* 11 жовтня 1798 — † 21 серпня 1860) — російський архітектор, виконував проєкти в дусі пізнього ампіру.

## З життєпису
Протягом 1808—1818 років навчався у Санкт-Петербурзькій академії мистецтв, отримав атестат 2-го ступеня.
1832 року здійснив проєкт будинку красильні для Катеринославської Казенної Суконної фабрики.
У 1834 році склав проєт катеринославських Богоугодних закладів Приказу громадської опіки (біля Преображенського собору) — не був реалізований відразу, здійснено в 1837—1842 роках, У 1840 році вийшов у відставку і зайнявся приватною практикою.
Протягом 1850—1851 років був архітектором тимчасової будівельної комісії по спорудженню будівель Дніпровської класичної гімназії, розміщеної на центральній площі міста, у тому часі вніс корективи до затвердженого в 1843 році проєкту, але не було реалізовано.
В середині століття працював у Одесі, серед його робіт того часу — проєкт перебудови міських боєнь.